# Lapara coniferarum
Lapara coniferarum är en fjärilsart som beskrevs av John Abbot och Smith 1797. Lapara coniferarum ingår i släktet Lapara och familjen svärmare. Inga underarter finns listade i Catalogue of Life.

## Bildgalleri

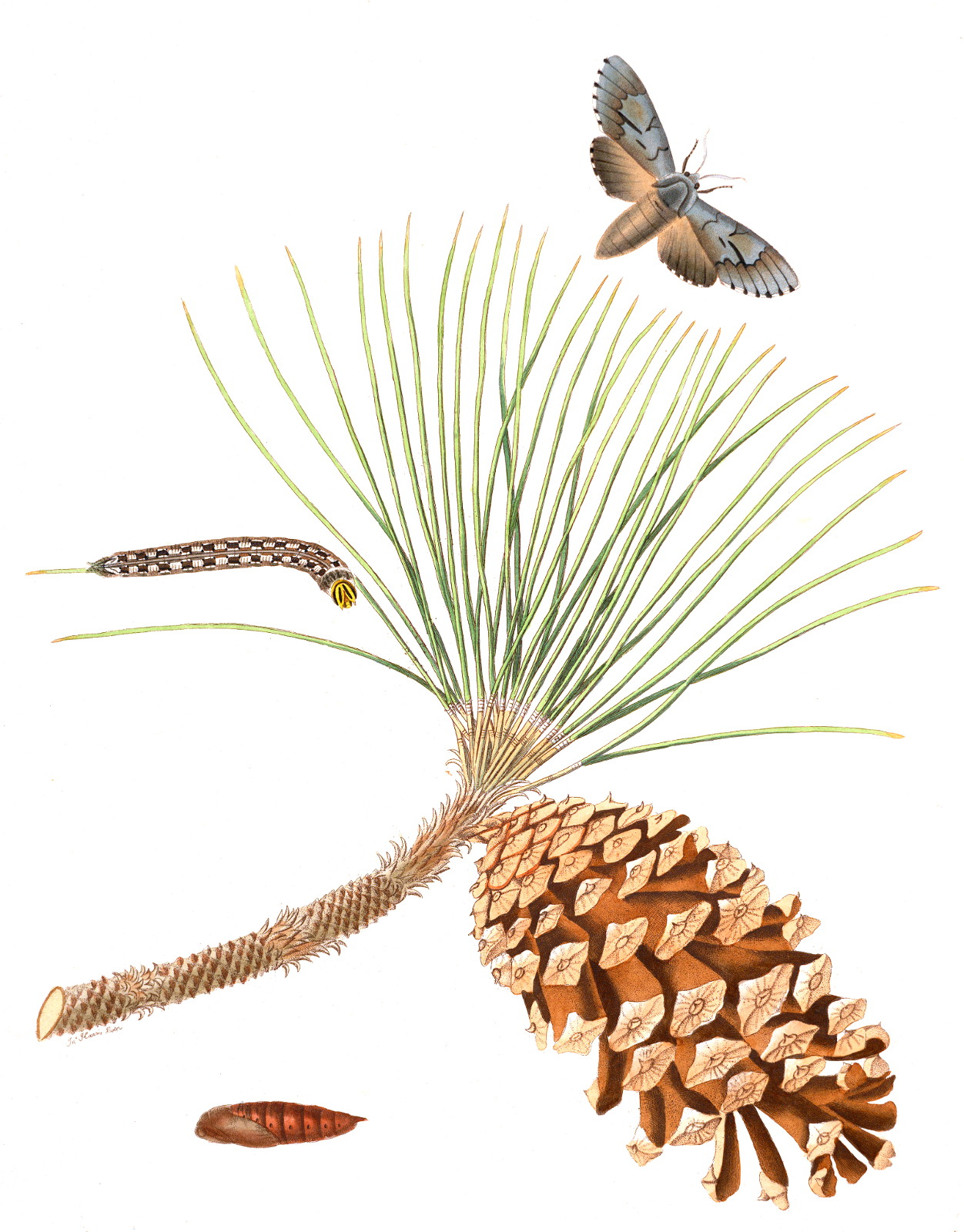